# 圣马尔谷之马

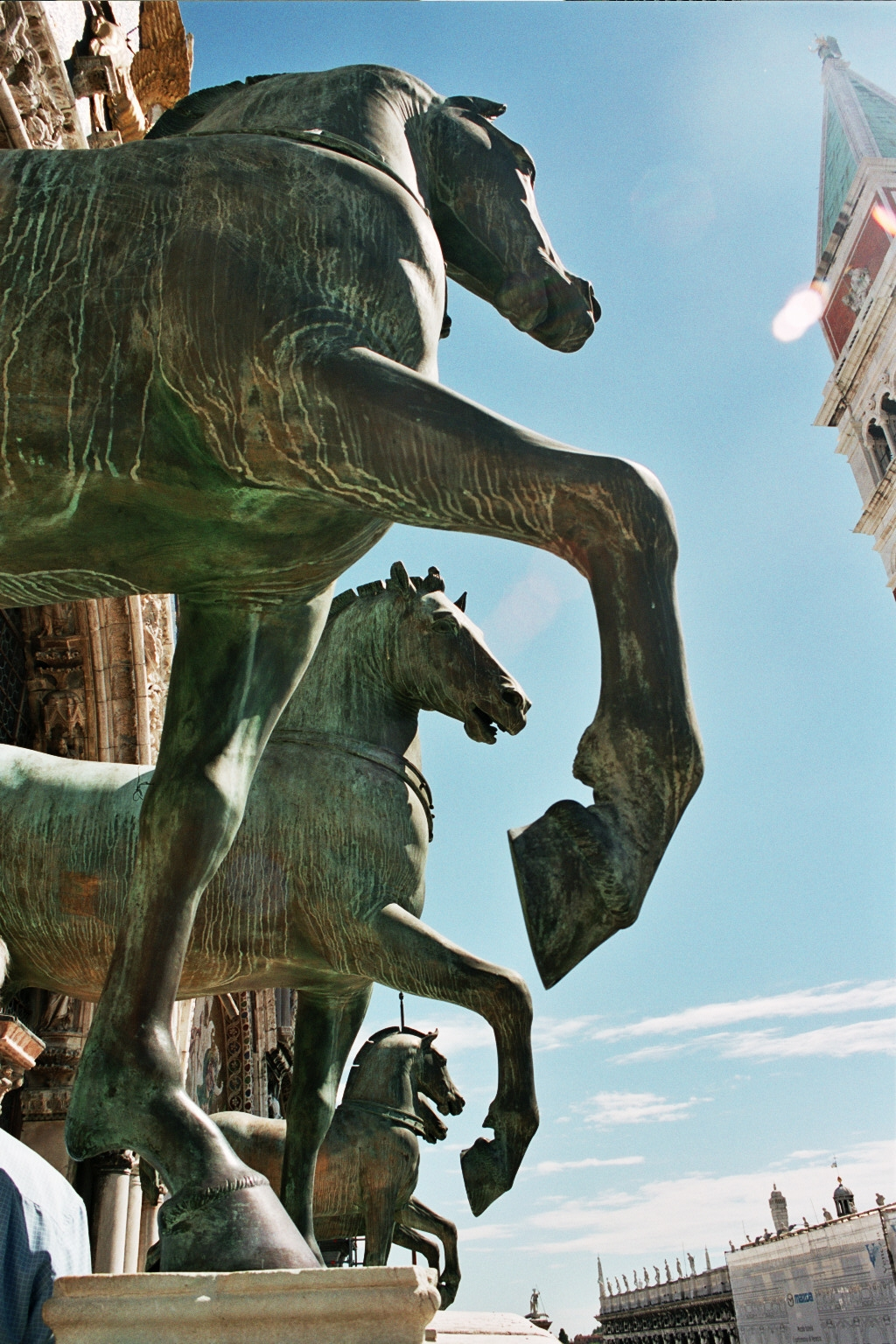
圣马尔谷之马复制品

圣马尔谷之马（Cavalli di San Marco）是一组古希腊鎏金铜驷马雕像，原本是驷马双轮战车雕塑的一部分，自13世纪放置在威尼斯聖馬爾谷聖殿宗主教座堂的立面 。
这些雕塑的日期可追溯到古典时代晚期，作者可能是公元前4世纪希腊雕塑家留西波斯，虽然这还没有被广泛接受。虽然称为青铜，但是分析表明，它们至少含96.67％的铜，应该视为不纯的铜，而不是青铜。高的锡含量会增加铸造温度到 1200-1300oC.，选择高纯度的铜使鎏金效果更令人满意 根据古代技术知识，这种制造方式表明其来源于罗马，而不是希腊化时期。。
拜占庭皇帝狄奥多西二世将铜驷马雕像从希俄斯岛运到君士坦丁堡，此后长期放置在君士坦丁堡赛马场， 1204年，第四次十字军期间，威尼斯部队洗劫拜占庭帝国的京城，将其劫走。威尼斯公爵恩里科·丹多洛将马运到威尼斯，于1254年安装在圣马尔谷圣殿的立面。彼特拉克在此欣赏它们。
1797年，拿破仑强行将马从威尼斯搬到巴黎，放置在卡鲁索凯旋门。1815年，马回到威尼斯聖馬爾谷聖殿宗主教座堂。直到1980年代初，由于空气污染，改用复制品代替，原件在圣殿内部展出。